# 舞阴郡
舞阴郡，中国十六国时设置的郡。
后秦姚兴置，治所在舞阴县（今河南省泌阳县西北）。《资治通鉴》：东晋义熙元年（405年），刘裕遣使求和于秦，且求南乡诸郡，兴“遂割南乡、新野、舞阴等十二郡归于晋”。寻废。北魏孝昌中复置，治舞阴县。辖境相当今河南省泌阳县一带。属襄州。西魏改属广州。隋朝开皇初年废。 